# Tomás Nido
Tomás Nido (Guaynabo, Puerto Rico, 12 de abril de 1994) es un jugador profesional puertorriqueño de béisbol que se desempeña en la posición de cácher en Chicago Cubs, equipo de las Grandes Ligas de Béisbol (MLB).

## Carrera
Fue seleccionado en la octava ronda en el Draft de la MLB de 2012. En 2017 hizo su debut profesional con el equipo New York Mets, donde jugó ocho temporadas.
El 19 de junio del 2024 fue anunciada su contratación con los Chicago Cubs.